# ザ・タイガース 華やかなる招待
『ザ・タイガース 華やかなる招待』（ザ・タイガース はなやかなるしょうたい）は、1968年製作の日本映画。
1960年代後半のGSブームで頂点に立った人気グループ、ザ・タイガースの第2作目となる主演映画で、監督は山本邦彦。
東京でコンサートを開くことを夢見る5人の若者の青春ドラマ。

## 解説
1968年12月19日に東京映画製作、東宝系で公開された。
監督は、ザ・スパイダース主演のGS映画『にっぽん親不孝時代』（1968年）で監督デビューし、本作が2作目となった山本邦彦。
脚本は、クレージーキャッツ主演映画や若大将シリーズ、後にたのきんトリオ主演の『青春グラフィティ スニーカーぶる〜す』（1981年）や『グッドラックLOVE』（1981年）などを手がけた田波靖男。
撮影は、後に『青春の門』（1975年）や『青春の門 自立編』（1977年）などを手がけた村井博が担当している。
本作では、レコード音源と異なる演奏が多く、バンドとしての魅力を堪能することが出来る。
当時、本作のサウンド・トラック盤はリリースされなかったが、1982年にザ・タイガース主演3作品のサウンド・トラックを編集した『想い出の映画サントラのすべて』（アポロン音楽工業、カセット・テープのみ）として、リリースされている。また、2002年にはCD化され、ポリドールから『ザ・タイガース　レア&モアコレクションII 〜オリジナル・サウンドトラック編〜』（THE TIGERS RARE & MORE COLLECTION II ORIGINAL SOUNDTRACKS）として再リリースされている。
『ザ・タイガース 世界はボクらを待っている』に続いて久美かおりが、ヒロイン・瀬戸口久美子役で出演。また、久美子のルームメイト・マリ役として、小山ルミが共演している。

## あらすじ
とある私立高校生の宇野健二ら5人の夢は、東京のステージで演奏すること。今日も授業をサボって演奏に熱中していた。親たちは長髪に原因があるとして5人の髪を切ろうとする。5人は必死に逃げるが、隠れた貨物列車に閉じ込められた上にその列車が発車してしまう。5人はこの機会を生かすことにして上京するが、所持金がわずかしかなく、空腹に悩む。やっとディスコのバンドに採用されかけたが、彼らを探しに来た担任の薮井に見つかり逃げる。その上、逃げる途中偶然入ったレストランで無銭飲食をしてしまう。途方にくれる5人を拾ったのは、画学生のマリ。そして、マリと同居している瀬戸口久美子は、5人が無銭飲食をしたレストランで働くウエイトレスだった。
久美子は、5人にバンドボーイの仕事を紹介する。5人は久美子とマリに演奏が聞きたいと言われ、楽器と電気を無断で借りて演奏を披露するが、鑑別所から脱走した少年たちと間違えられて警察に捕まってしまう。ようやく釈放された5人のために、宇野の実家で働くお手伝い・はなが全財産をはたいて楽器とマンションを用意してくれた。その頃、久美子は芸能事務所に5人を売り込んで成功させるが、5人の居場所が分からない。宇野も久美子と会おうとするが、すれ違ってしまう。久美子は、やっと見つけた5人の後を追おうとして、自動車にひき逃げされてしまう。5人はある芸能事務所へ売り込みしに行くと、そこは久美子が売り込みに成功した事務所。
5人は前座でデビューすることになった。宇野は久美子に再会するが、久美子が今すぐに手術をしなければ一生歩けない身体になると知る。5人は苦悩の末、楽器を売り払って久美子の手術費用を工面する。無事に手術を終える久美子。しかし、楽器のない5人はデビュー出来ず、そのステージを見に来た親たちにはいつものサボり癖だろうと激怒され、実家に帰ることになってしまう。薮井はマリから真相を聞かされ、5人のために動き出す。5人はデビューステージの成否を心配する久美子に、大成功だったと告げる。
久美子は5人にステージで演奏した歌を聴かせてとお願いする。5人は、久美子を車椅子で病院の庭へ連れ出し、ガラクタを楽器に見立てたコンサートを始める。久美子のために演奏していると、薮井たちが芸能事務所社長を連れて来たり、売り払った楽器を取り戻してきた。やがて、本物の楽器で演奏をする5人。そして、念願のデビューを果たした5人は、様々なステージで熱狂的な演奏を繰り広げるのであった。

## キャスト
- ザ・タイガース
  - 沢田研二：宇野健二
  - 岸部おさみ：赤塚修
  - 森本太郎：大坪太郎
  - 加橋かつみ：糸川忠夫
  - 瞳みのる：江田浩
- 久美かおり：瀬戸口久美子
- 春川ますみ：スナック「BOKU」のママ
- 西村晃：薮井先生
- 野村昭子：はな
- 牟田悌三：山本社長
- 藤村有弘：江藤校長
- 岡村文子: 女教師
- 三宅邦子：宇野夫人
- 潮万太郎：江田社長
- 上田忠好：糸川医師
- 立原博：赤塚
- 塩沢とき：大坪夫人
- 小山ルミ : マリ
- 大泉滉：正宗支配人
- 小松政夫：田村
- ケン・サンダース : 番長
- 小沢直平 : 賢司
- 辺見マリ：モデル風通行人 (ノンクレジット)

## スタッフ
- 製作：渡辺晋、五明忠人
- 監督：山本邦彦
- 脚本：田波靖男
- 音楽：すぎやまこういち、宮川泰
- 撮影：村井博
- 美術：樋口幸男
- 編集：諏訪三千男
- 録音：神蔵昇
- 照明：比留川大助
- スクリプター：池上恭介

## 映像ソフト
- 2007年10月より東宝からDVDが発売されている。

## 同時上映
『燃えろ!青春』
- 脚本：松木ひろし / 監督：松森健 / 主演：黒沢年男